# Giordano Cottur
Giordano Cottur, né le 24 mai 1914 (ou 23 mai, selon les sources) à Trieste et mort le 8 mars 2006, est un coureur cycliste italien. Professionnel de 1938 à 1949 dans diverses équipes (Lygie, Viscontea, Wilier Tristina), il a terminé trois fois troisième du Tour d'Italie en 1940, 1948 et 1949. Il a participé deux fois au Tour de France, terminant 25e du classement général final en 1938 et 8e en 1947.

## Palmarès

### Palmarès amateur
- 1935
  - Bassano-Monte Grappa
- 1936
  - Bassano-Monte Grappa
- 1937
  - Bielle-Oropa
  - 9e du championnat du monde sur route amateurs

### Palmarès professionnel
- 1938
  - 9e étape du Tour d'Italie
- 1939
  - Tour d'Ombrie
  - 12e étape du Tour d'Italie
  - 2e du Tour du Latium
  - 7e du Tour d'Italie
- 1940
  - 3e du Tour d'Italie
- 1941
  - 6e de Milan-San Remo
- 1942
  - 4e de Milan-San Remo
- 1946
  - 1re étape du Tour d'Italie
  - 8e du Tour d'Italie
- 1947
  - 6e étape du Tour d'Italie
  - 3e du Tour du Latium
  - 3e du championnat d'Italie sur route
  - 8e du Tour de France
  - 10e de Milan-San Remo
- 1948
  - 1re étape du Tour d'Italie
  - 3e du Tour d'Italie
  - 7e de Milan-San Remo
- 1949
  - 3e du Tour d'Italie

## Résultats sur les grands tours

### Tour de France
3 participations
- 1938 : 25e
- 1947 : 8e
- 1948 : abandon (14e étape)

### Tour d'Italie
7 participations
- 1938 : 33e, vainqueur de la 9e étape
- 1939 : 7e, vainqueur de la 12e étape
- 1940 : 3e
- 1946 : 8e, vainqueur de la 1re étape,  maillot rose pendant 1 jour
- 1947 : abandon (14e étape), vainqueur de la 6e étape
- 1948 : 3e, vainqueur de la 1re étape,  maillot rose pendant 8 jours
- 1949 : 3e,  maillot rose pendant 5 jours